# Леон II (цар Абхазії)
Леон II (груз. ლეონ; д/н — 828) — 1-й цар Абхазії у 778—828 роках. Нумерація продовжувалася за переліком архонтів Абазгії.

## Життєпис
Походив з династії Леонідів (Анчабадзе). Син Феодора і онук Костянтина II, архонта Абазгії. По материнській лінії був онуком хозарського кагана Багатура.
Згідно грузинської хроніки XI століття «Літопис Картлі», «ерістав абхазький на ім'я Леон» був небожем еріставі Леона, якому дана була в спадок Абхазія і одночасно «сином дочки хазарського царя». Разом з тим ймовірніше був внучатим небожем Леона I, архонта Абазгії, після смерті якого 767 року успадкував владу. На той час держава практично звільнилася від арабської залежності.
778 року прийняв титул царя. У 780 році Леон II, скориставшись підтримкою кагана, проголосив незалежність своєї держави від Візантії. Активно розширював володіння на схід, підкоривши значну частину колишньої Лазики, на яку мав претензії через зв'язки за чоловічою лінією. Розділив підвладні землі на провінції (серіставо) Абхазія, Цхумі, Бедія, Гурія, Рача, Лечхумі, Сванетія, Аргветі і Кутатїсі.
У 806 році він переніс столицю з Анакопії до Кутаїсі. Згодом встановив дружні відносини з державою Тао-Кларджеті, спільно з якою протистояв Кахетинському князівству. У 820—821 роках намагався використати в своїх інтересах повстання Фоми Слов'янина в Візантії.
Помер Леон II 828 року. Йому спадкував старший син Теодозіо II.

## Родина
- Теодозіо (д/н—855), 2-й цар Абхазії
- Деметре II (д/н—864), 3-й цар Абхазії
- Георгій (д/н—871), 4-й цар Абхазії